# بينواه ماجيميل
بينواه ماجيميل (بالفرنسية: Benoît Magimel)‏
```
هو 
ممثل
 
فرنسي
، ولد في 11 مايو 1974 
بباريس
 في 
فرنسا
.
[
13
]
[
14
]
 من الجوائز التي نالها 
جائزة أفضل ممثل
 سنة 2001 
وجائزة سيزار لأفضل ممثل مساعد
 عن عمل 
طويل واقف
 سنة 2016.
```

## أعمال

### أفلام
- (2001) معلم البيانو[15]
- (2007) العدو الحميم
- (2011) القوات الخاصة
- (2015) طويل واقف

## جوائز
- جائزة أفضل ممثل، عن عمل: معلم البيانو (2001)
- جائزة سيزار لأفضل ممثل مساعد، عن عمل: طويل واقف (2016)

## وصلات خارجية
- بينواه ماجيميل على موقع IMDb (الإنجليزية)
- بينواه ماجيميل على موقع ميتاكريتيك (الإنجليزية)
- بينواه ماجيميل على موقع روتن توميتوز (الإنجليزية)
- بينواه ماجيميل على موقع مونزينجر (الألمانية)
- بينواه ماجيميل على موقع قاعدة بيانات الأفلام العربية
- بينواه ماجيميل على موقع ألو سيني (الفرنسية)
- بينواه ماجيميل على موقع تيرنر كلاسيك موفيز (الإنجليزية)
- بينواه ماجيميل على موقع أول موفي (الإنجليزية)
- بينواه ماجيميل على موقع قاعدة بيانات الأفلام السويدية (السويدية)
- بينواه ماجيميل على موقع إن إن دي بي (الإنجليزية)